# Клинці (Курська область)
Клинці (рос. Клинцы) — село в Хомутовському районі Курської області Російської Федерації.
Населення становить 18 осіб. Входить до складу муніципального утворення Романовська сільрада.

## Історія
Населений пункт розташований на території українського етнічного та культурного краю Східна Слобожанщина.
Від 2004 року входить до складу муніципального утворення Романовська сільрада.

## Населення
| 2002 | 2010 |
| ---- | ---- |
| 45   | ↘18  |